# Genrik Pavliukianec
Genrik Pavliukianec (* 17. Juni 1976 im Distrikt Vilnius) ist ein litauischer Goalballspieler.
Pavliukianec spielt seit 1991 Goalball. 1998 erreichte er mit der litauischen Goalballnationalmannschaft den dritten Platz bei den Goalballweltmeisterschaften in Madrid. 2001 gewann er bei den Goalballeuropameisterschaften in Budapest den zweiten Platz und somit Silber. Im selben Jahr wurde ihm von dem litauischen Präsidenten der  Gediminas-Orden (5. Grad) verliehen. 2002 erreichte Pavliukianec mit der litauischen Goalballnationalmannschaft den zweiten Platz bei Weltmeisterschaften in Rio de Janeiro und wurde im Anschluss zum besten Spieler des Turniers gewählt. Vier Jahre später gelang es ihnen die Weltmeisterschaften in Spartanburg zu gewinnen.
2000 nahm Pavliukianec erstmals an den Paralympischen Spielen teil und gewann dort mit seiner Mannschaft eine Bronzemedaille. 2004 in Athen konnte er diesen Erfolg jedoch nicht wiederholen. Erst 2008 in Peking gewannen er und seine Mannschaft wieder eine Medaille (Silber).
Er spielt im Sportclub „Šaltinis“ in Vilnius.

## Erfolge
- 1998 IBSA World Goalball Championships, Madrid: Bronze
- 2001 IBSA European Goalball Championships, Budapest: Silber
- 2002 IBSA World Goalball Championships, Rio de Janeiro: Silber
- 2006 IBSA World Goalball Championships, Spartanburg: Gold

Sommer-Paralympics
- 2000 Sydney: Bronze
- 2008 Peking: Silber
- 2016 Rio de Janeiro: Gold
- 2020 Tokio: Bronze